# Steven Lammertink
Steven Lammertink (* 4. Dezember 1993 in Enter) ist ein ehemaliger niederländischer Radrennfahrer.

## Karriere
Steven Lammertink wurde bei den UCI-Straßen-Weltmeisterschaften 2011 im dänischen Kopenhagen Dritter im Straßenrennen der Junioren. 2012 ging er zum Cyclingteam Jo Piels. 2014 errang er den Titel des niederländischen Meisters im Einzelzeitfahren der U23. Diesen Titel verteidigte er im darauffolgenden Jahr. Zudem wurde Lammertink Stagiaire bei Giant-Shimano.
2015 ging er für SEG Racing an den Start. Dort gewann er die Tour de Berlin plus einen Etappensieg. Dazu kommt noch eine Etappe bei Le Triptyque des Monts et Châteaux in Belgien. Sein größter Erfolg im Jahr 2015 war, dass er Europameister im Einzelzeitfahren (U23) wurde. Hinzu kamen noch Einsätze als Stagiaire beim Team Lotto NL-Jumbo, wo Lammertink einen Folgevertrag für die Jahre 2016 und 2017 erhielt.
Zur Saison 2018 wechselte er für zwei Jahre zum Team Vital Concept-B&B Hotels. In den vier Jahren als Radprofi konnte er die an ihn gerichteten Erwartungen nicht erfüllen und blieb ohne zählbare Erfolge. Nach der Saison 2019 beendete er aufgrund gesundheitlicher Probleme und verminderter Freude am Radsport seine Karriere als Radrennfahrer.

## Familie
Steven Lammertink ist der jüngere Bruder von Maurits Lammertink, der ebenso als Radrennfahrer aktiv war.

## Erfolge
2011
- Weltmeisterschaft – Straßenrennen (Junioren)

2014
- Niederländischer Meister – Einzelzeitfahren (U23)

2015
- Niederländischer Meister – Einzelzeitfahren (U23)
- Europameister – Einzelzeitfahren (U23)
- Gesamtwertung und eine Etappe Tour de Berlin
- eine Etappe Le Triptyque des Monts et Châteaux